# アスプクサリヘビ
アスプクサリヘビ（Vipera aspis) は、クサリヘビ科クサリヘビ属に分類されるヘビ。特定動物。有毒。

## 分布
イタリア、スイス、スペイン、スロベニア、ドイツ、フランス

## 特長
全長は60cmほどで、最大でも85cm。本種はオスの方がメスよりも大きくなるが、体型はオスのほうが細くなる。体色は、岩場などに適した茶褐色で、黒い斑紋が筋のように規則正しく付いている。頭は大きな三角形で、牙は長く、折りたたみ式になっている。

### 毒
本種の毒は、ヨーロッパクサリヘビに比べても非常に強く、ヨーロッパでは最も恐れられている毒蛇。イタリアで発生したヘビ咬傷のうちの90％が、本種に因るものといわれ、致命率は4％ほどだという。
その主成分は出血毒で、神経毒は少ない。咬まれると激痛と共に患部が腫れあがる。

## 亜種
- Vipera aspis aspis　(Linnaeus, 1758)
- Vipera aspis francisciredi　Laurenti, 1768
- Vipera aspis hugyi　Schinz, 1833
- Vipera aspis zinnikeri　Kramer, 1958

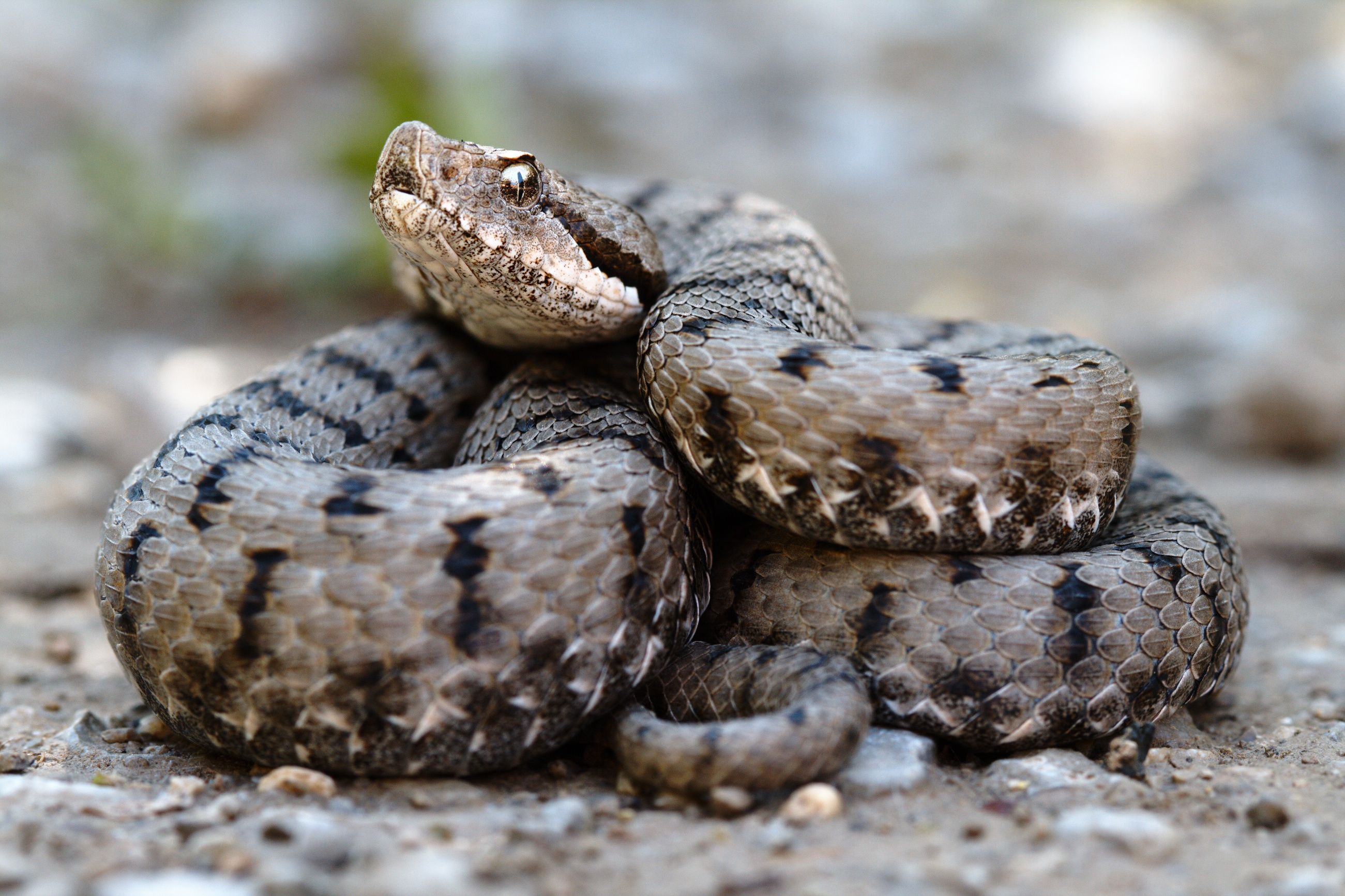
Vipera aspis aspis

## 生態
温暖な山岳地帯に生息し、特に乾燥地を好む。餌はネズミやトカゲなどの小動物。